# Gifttrattskivling
Gifttrattskivling (Clitocybe rivulosa) är en svampart som först beskrevs av Christiaan Hendrik Persoon, och fick sitt nu gällande namn av Paul Kummer 1871. Gifttrattskivling ingår i släktet Clitocybe och familjen Tricholomataceae.  Arten är reproducerande i Sverige. Inga underarter finns listade i Catalogue of Life.